# Avoch
Avoch, gaelico scozzese Abhach, che vuol dire bocca della corrente, è un piccolo villaggio situato sulla costa sud-est di Black Isle, sul Moray Firth. Una leggenda vuole che il villaggio sia stato fondato dai sopravvissuti della Invincibile Armata.
Una volta sede di una fiorente industria della pesca, attualmente Avoch è diventato un sito turistico, specie per la marineria da diporto.